# Callahan (Florida)
Callahan város az USA Florida államában, Nassau megyében. Lakosainak száma 1526 fő (2020. április 1.).

## Népesség
A település népességének változása:
| Lakosok száma | 962  | 1123 | 1526 |
|               | 2000 | 2010 | 2020 |